# جيرمي ريتشاردسون
جيرمي ريتشاردسون (بالإنجليزية: Jeremy Richardson)‏ مواليد 1 مارس 1984 في ألينتاون، هو لاعب كرة سلة محترف أمريكي بدأ مسيرته الاحترافية في سنة 2006.

## فرق لعب لها
- أتلانتا هوكس
- بورتلاند ترايل بلايزرز
- ميمفيس غريزليس
- سان أنطونيو سبرز

## إحصائيات المسيرة

### الموسم الاعتيادي
| السنة   | الفريق                 | لعب | بدأ | دقيقة | ميداني% | ثلاثية | حرة   | ارتداد | صنع | استلاب | تصدي | نقطة |
| ------- | ---------------------- | --- | --- | ----- | ------- | ------ | ----- | ------ | --- | ------ | ---- | ---- |
| 2006–07 | أتلانتا هوكس           | 5   | 0   | 3.8   | .500    | .667   | .000  | .4     | .0  | .2     | .0   | 1.6  |
| 2006–07 | بورتلاند ترايل بلايزرز | 1   | 0   | 1.0   | .000    | .000   | .000  | .0     | .0  | .0     | .0   | .0   |
| 2007–08 | ميمفيس غريزليس         | 3   | 0   | 5.0   | .000    | .000   | .000  | .3     | .3  | .0     | .0   | .0   |
| 2007–08 | سان أنطونيو سبرز       | 5   | 1   | 5.8   | .429    | .400   | 1.000 | .2     | .2  | .2     | .0   | 2.0  |
| 2007–08 | أتلانتا هوكس           | 19  | 0   | 4.6   | .419    | .417   | .000  | .4     | .0  | .1     | .0   | 1.6  |
| 2008–09 | أورلاندو ماجيك         | 12  | 0   | 7.8   | .286    | .353   | .500  | 1.2    | .3  | .0     | .0   | 3.1  |
| المسيرة |                        | 45  | 1   | 5.4   | .333    | .385   | .625  | .6     | .1  | .1     | .0   | 1.9  |

### التصفيات
| السنة   | الفريق         | لعب | بدأ | دقيقة | ميداني% | ثلاثية | حرة  | ارتداد | صنع | استلاب | تصدي | نقطة |
| ------- | -------------- | --- | --- | ----- | ------- | ------ | ---- | ------ | --- | ------ | ---- | ---- |
| 2008    | أتلانتا هوكس   | 3   | 0   | 2.0   | .250    | .000   | .000 | .0     | .0  | .0     | .0   | .7   |
| 2009    | أورلاندو ماجيك | 1   | 0   | 2.0   | .000    | .000   | .000 | .0     | .0  | .0     | .0   | .0   |
| المسيرة |                | 4   | 0   | 2.0   | .200    | .000   | .000 | .0     | .0  | .0     | .0   | .5   |

## روابط خارجية
- جيرمي ريتشاردسون على موقع الدوري الأوروبي لكرة السلة (الإنجليزية)
- جيرمي ريتشاردسون على موقع إن بي أي (الإنجليزية)
- جيرمي ريتشاردسون على موقع سبورتس رفرنس (الإنجليزية)
- جيرمي ريتشاردسون على موقع الدوري الإسباني لكرة السلة (الإسبانية)
- جيرمي ريتشاردسون على موقع كرة السلة الأوروبية.كوم (الإنجليزية)
- جيرمي ريتشاردسون على موقع DraftExpress.com (الإنجليزية)
- جيرمي ريتشاردسون على موقع ريلجم (الإنجليزية)
- جيرمي ريتشاردسون على موقع بروبوليرز (الإنجليزية)
- جيرمي ريتشاردسون على موقع سبورتس رفرنس (الإنجليزية)
- جيرمي ريتشاردسون على موقع سبورتس رفرنس (الإنجليزية)